# Мінеола (Айова)
Мінеола (англ. Mineola) — переписна місцевість (CDP) в США, в окрузі Міллс штату Айова. Населення — 154 особи (2020).

## Географія
Мінеола розташована за координатами 41°8′29″ пн. ш. 95°41′43″ зх. д. / 41.14139° пн. ш. 95.69528° зх. д. (41.141457, -95.695318).  За даними Бюро перепису населення США в 2010 році переписна місцевість мала площу 1,07 км², уся площа — суходіл.

## Демографія
Згідно з переписом 2010 року, у переписній місцевості мешкало 166 осіб у 61 домогосподарстві у складі 40 родин. Густота населення становила 155 осіб/км².  Було 67 помешкань (63/км²).
Расовий склад населення:
| - 96,4 % — білих - 3,6 % — чорних або афроамериканців |

До двох чи більше рас належало 0,0 %. Частка іспаномовних становила 0,0 % від усіх жителів.
За віковим діапазоном населення розподілялося таким чином: 30,1 % — особи молодші 18 років, 57,9 % — особи у віці 18—64 років, 12,0 % — особи у віці 65 років та старші. Медіана віку мешканця становила 37,5 року. На 100 осіб жіночої статі у переписній місцевості припадало 115,6 чоловіків;  на 100 жінок у віці від 18 років та старших — 107,1 чоловіків також старших 18 років.
Цивільне працевлаштоване населення становило 54 особи. Основні галузі зайнятості: сільське господарство, лісництво, риболовля — 22,2 %, будівництво — 20,4 %, освіта, охорона здоров'я та соціальна допомога — 14,8 %.